# Dyrøya

Dyrøya  est une petite île de la commune de Øksnes, en mer de Norvège dans le comté de Nordland en Norvège.

## Description
L'île de 6,5 km2 fait partie de l'archipel des Vesterålen. Il n'y a que le village de pêcheurs de Barkestad, au sud de l'île, avec très peu de résidents permanents.
Les petites îles de Nærøya et Tindsøya se trouvent à l'ouest et l'île de Skogsøya se trouve au nord. Il n'y a pas de liaisons routières vers l'île, donc tous les résidents doivent utiliser des bateaux. Le point culminant de l'île est la haute montagne de Blåtinden de 562 mètres.